# Jerzmanowice (gmina)
Jerzmanowice – dawna gmina wiejska istniejąca w latach 1973–1976 w woj. krakowskim (dzisiejsze woj. małopolskie). Siedzibą gminy były Jerzmanowice.
Gmina została utworzona w dniu 1 stycznia 1973 roku w powiecie olkuskim w woj. krakowskim. 1 czerwca 1975 gmina znalazła się w nowo utworzonym woj. miejskim krakowskim.
15 stycznia 1976 roku gmina została zniesiona przez połączenie z (również znoszoną) gminą Przeginia w nową gminę Jerzmanowice-Przeginia.